# Секст Эруций Клар
Секст Эруций Клар (лат. Sextus Erucius Clarus; умер в 146 году) — римский политический деятель середины II века.
Происходил из рода Эруциев. Его отцом был Марк Эруций Клар, а дядей, возможно, префект претория Гай Септиций Клар. 
При содействии Плиния Младшего в 99 году Клар стал квестором. Затем он был народным трибуном и претором. Принимал участие в качестве преторского легата в парфянском походе Траяна и в 116 году захватил Селевкию-на-Тигре и Ктесифон. По всей видимости, за эти заслуги Клар получил должность консула-суффекта после войны, но время нахождения его на этом посту неизвестно, но всяком случае уже после 117 года. 
В правление императора Антонина Пия, в 146 году Эруций был назначен префектом города Рима и второй раз консулом, теперь ординарным, вместе с Гнеем Клавдием Севером Арабианом. Клар скончался во время исполнения своих полномочий в феврале или марте.
Его сыном или внуком был консул 170 года Гай Эруций Клар. Клар был любителем латинской литературы и беседовал на эту тему с Сульпицием Аполлинарием. Его другом был Плиний Младший.